# Aleksandr Agiejew (wojskowy)
Aleksandr Władimirowicz Agiejew (ros. Александр Владимирович Агеев) – radziecki generał porucznik służby inżynieryjno-lotniczej, uczestnik II wojny światowej.